# ATS Automation Tooling Systems
ATS Automation Tooling Systems ist ein kanadischer Hersteller von Produkten der Automatisierungstechnik. Das Unternehmen wurde 1978 von Klaus Woerner gegründet, der 1974 von Deutschland nach Kanada emigriert war. Durch die Übernahme bestehender Unternehmen baute ATS seit dem Jahr 2010 seine Präsenz insbesondere in Deutschland aus. Zu den übernommenen deutschen Unternehmen zählen Sortimat (2010), IWK Verpackungstechnik (2013), die ehemalige Prozessautomatisierungssparte von M+W Group (2014) und KMW (2018).
Nachdem ATS die Schließung des in Rheinland-Pfalz ansässigen Unternehmens Assembly & Test Europe GmbH, einem Autozulieferer mit insgesamt 210 Beschäftigten im Jahr 2020, angekündigt hatte, erhielt Tesla, Inc. die Genehmigung vom Bundeskartellamt, sich an der GmbH zu beteiligen.